# Bugarach
Bugarach é uma comuna francesa na região administrativa de Occitânia, no departamento de Aude. Estende-se por uma área de 26,62 km². Em 2010 a comuna tinha 238 habitantes (densidade: 8,9 hab./km²).230 metros.
Bugarach tem a fama de ser um lugar esotérico e para seus habitantes a montanha é “sagrada”, por isso surgiu o rumor de que esse será o único lugar no mundo que estaria a salvo da “destruição” em 21 de dezembro de 2012.
Muitos vão ao topo da montanha em busca de extraterrestres, mas as fortes hipóteses de que o fim do mundo está a espreita em cada esquina, baseadas no Calendário Maia ou nas previsões de Nostradamus, fizeram que este lugar seja mais visitado por turistas exotéricos do que curiosos. Outros pensam que esta área encontra-se o Santo Graal ou o tesouro dos Templários.